# Thorpe Malsor
Thorpe Malsor est une paroisse civile et un village du Northamptonshire, en Angleterre.